# Castello di Levizzano Rangone
Il castello di Levizzano Rangone è una struttura fortificata situata nella frazione Levizzano Rangone del Comune di Castelvetro di Modena. Al suo interno ha sede anche il Museo del vino e della società rurale "Rosso Graspa".

## Storia
Il castello probabilmente risale alla fine del IX secolo, quando gli Ungari percorsero la Pianura Padana. Nacquero in questo periodo una serie di strutture fortificate a scopo difensivo dotate di muri di cinta per far trovare riparo alle popolazioni della zona dalle scorribande. Il primo documento dove appare il nome di Levizzano appartiene all'Abbazia di Nonantola e risale all'890. Vi si parla della Garbuga di Levizzano, probabilmente un sito fortificato di questo tipo.
Nel 1038 il Vescovo Viberto di Modena cedette in enfiteusi al marchese Bonifacio di Toscana il castello unitamente a due cappelle e alle case racchiuse nelle mura. Nei secoli successivi il Castello passò nelle mani della famiglia Levizzani (o Da Levizzano), dei Da Savignano, dei Bonaccolsi (o Bonacolsi), di nuovo dei Levizzani e infine nel 1342 dei Rangone (o Rangoni). Questi ultimi aggiunsero il proprio nome a quello del paese, dandogli così l'attuale nome. Nel XIX secolo il castello passò in possesso del Comune di Castelvetro.

## Struttura
Fin dalle origini il castello è dominato da una torre a pianta quadrata, chiamata Torre di Matilde (o Torre Matildica). La torre Matildica attuale, tuttavia, non può essere quella originaria, se non molto trasformata. Si hanno notizie certe, tra l'altro, di restauri effettuati dalla famiglia Rangoni nel XVIII secolo, all'epoca in cui fu rifatta la chiesa all'interno del castello.

## Museo Rosso Graspa
Al piano terra del castello è presente il Museo Rosso Graspa, dedicato alla società contadina e alla viticultura. Oltre all'esposizione di attrezzi agricoli e foto d'epoca del lavoro in campagna, è stato dato spazio alla ricostruzione storica, arricchita da un tappeto acustico di suoni tratti dalla vita rurale, con la possibilità di ascoltare alcune testimonianze in dialetto locale.

## Galleria d'immagini

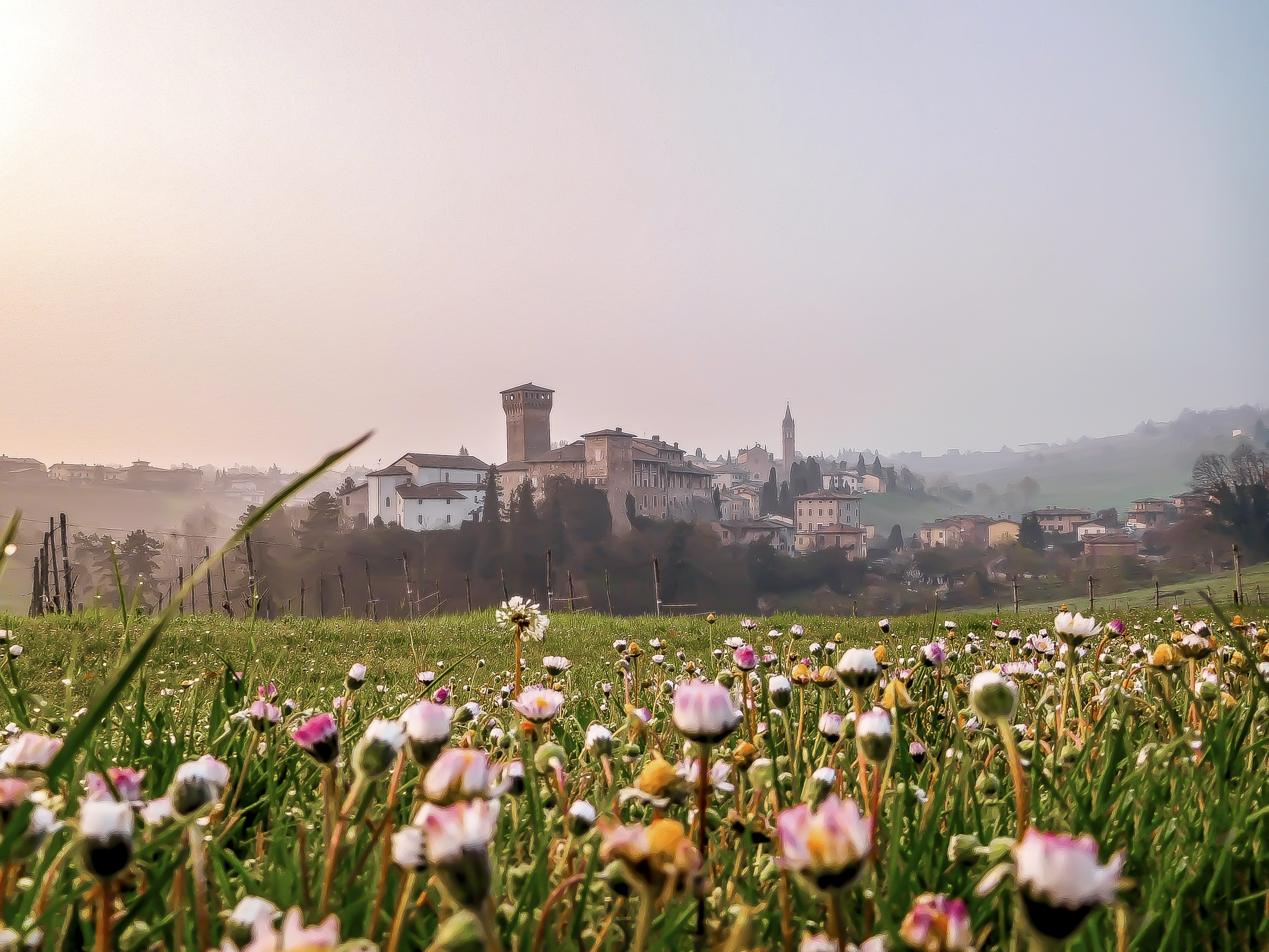
Angolo nord-ovest in primavera
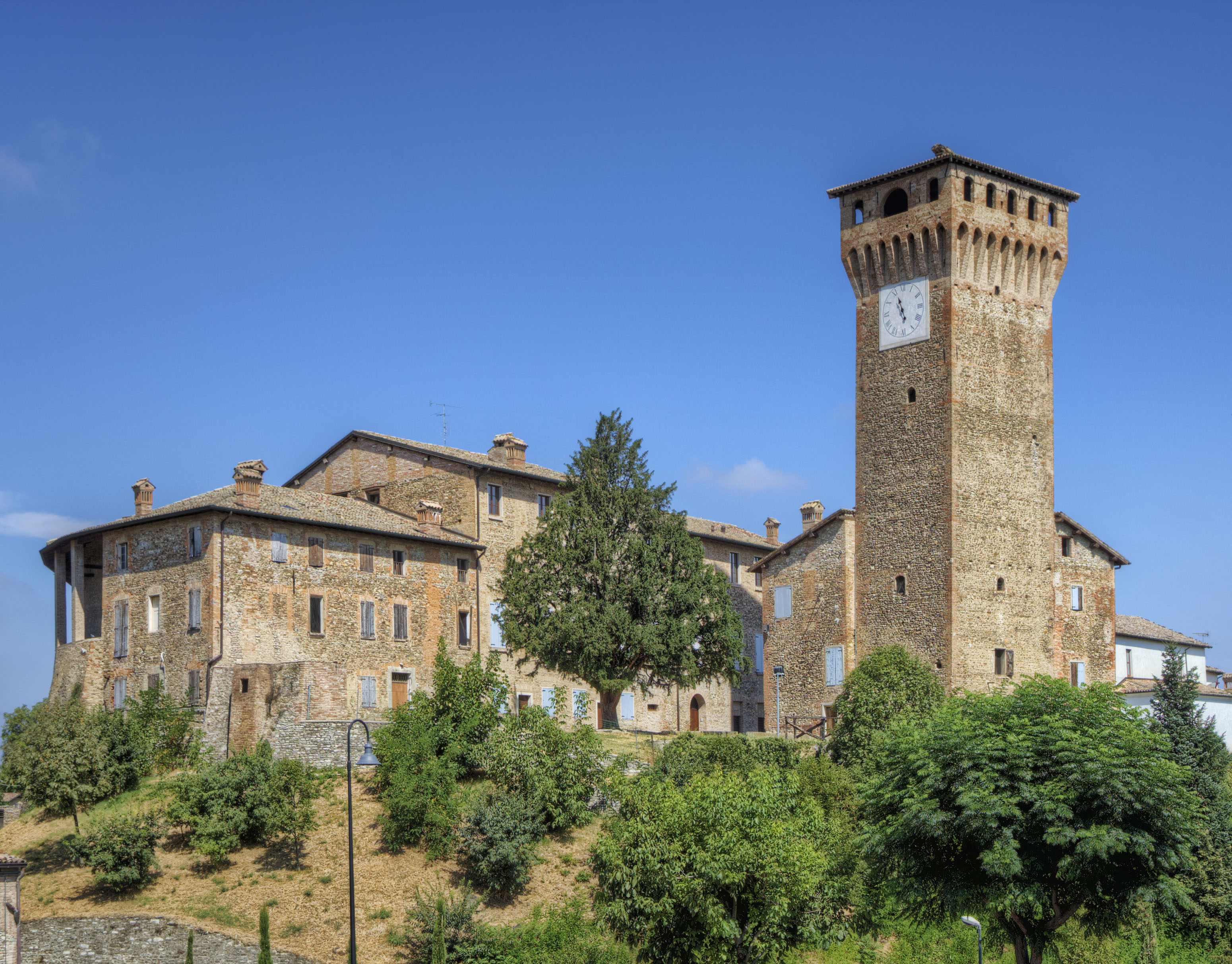
Angolo sud-est
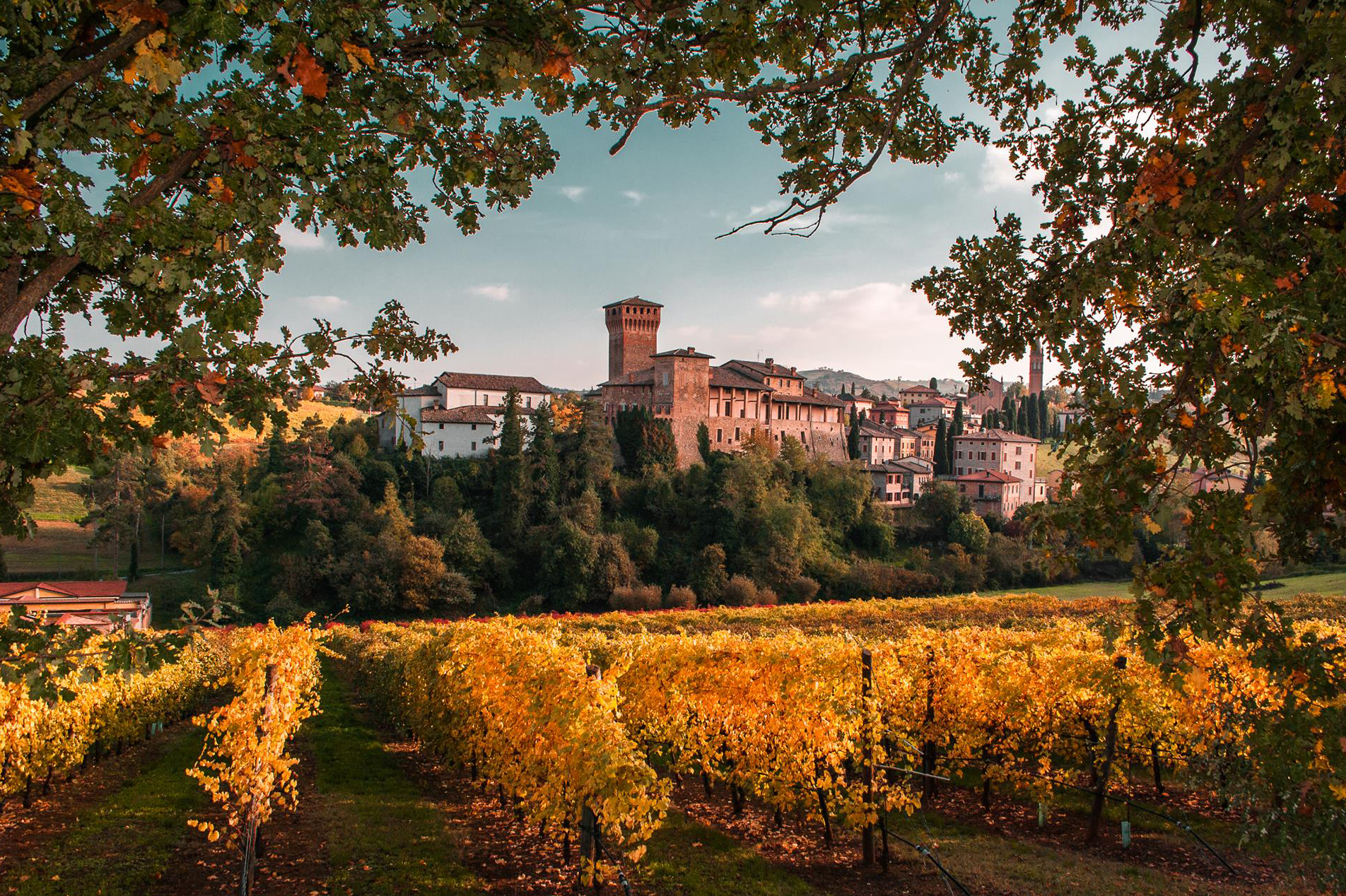
Angolo nord-ovest in autunno
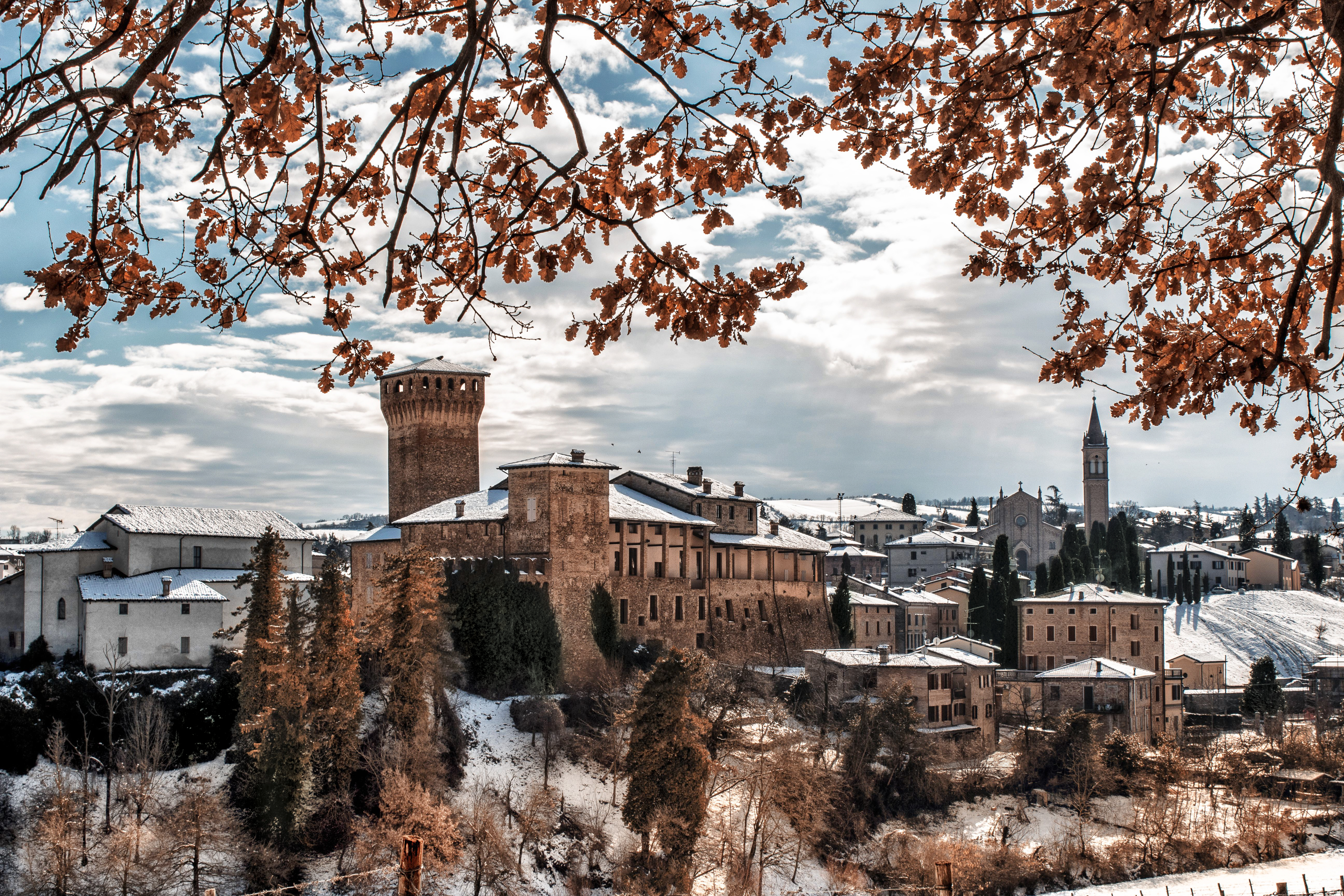
Angolo nord-ovest in inverno
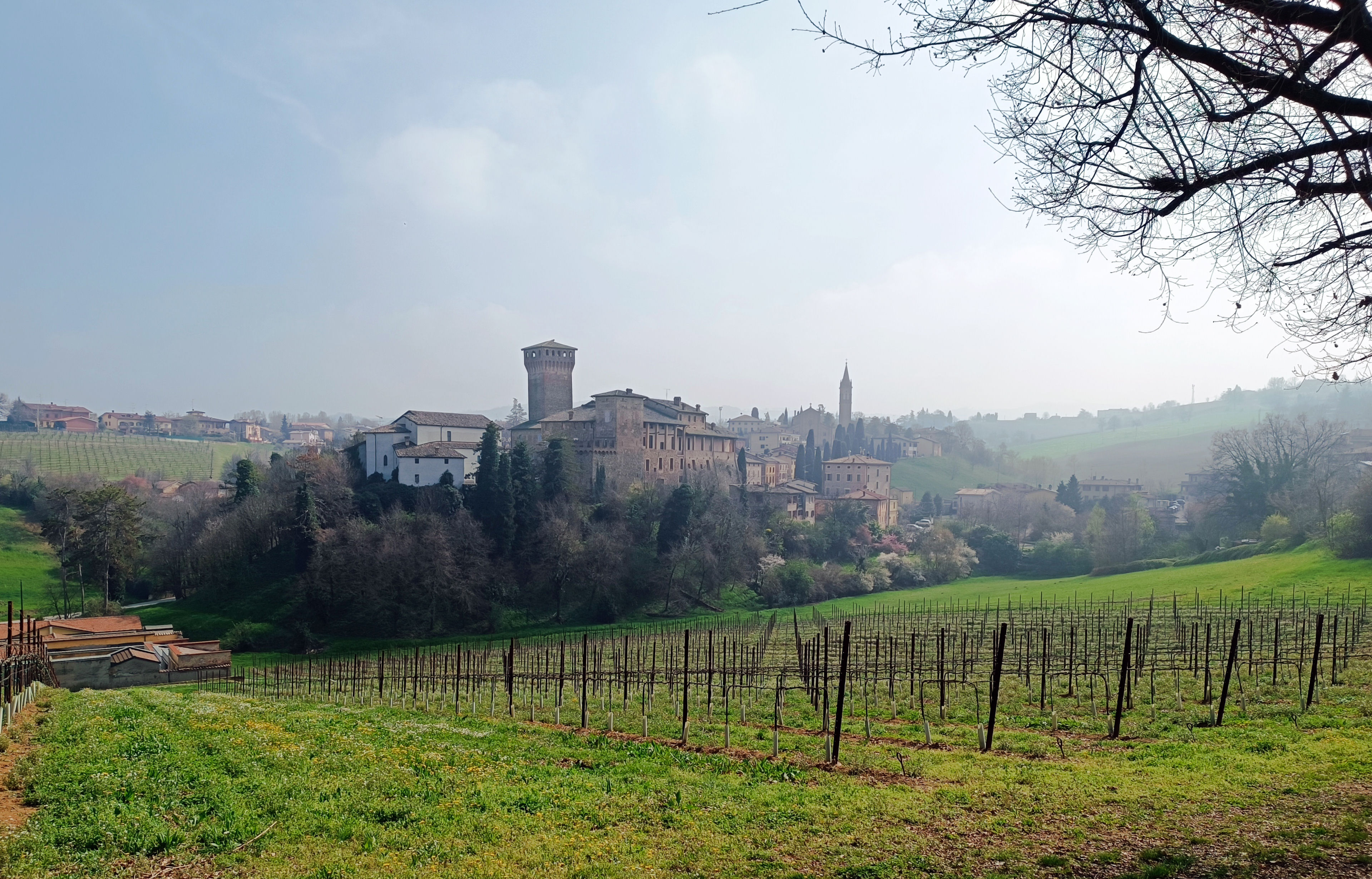
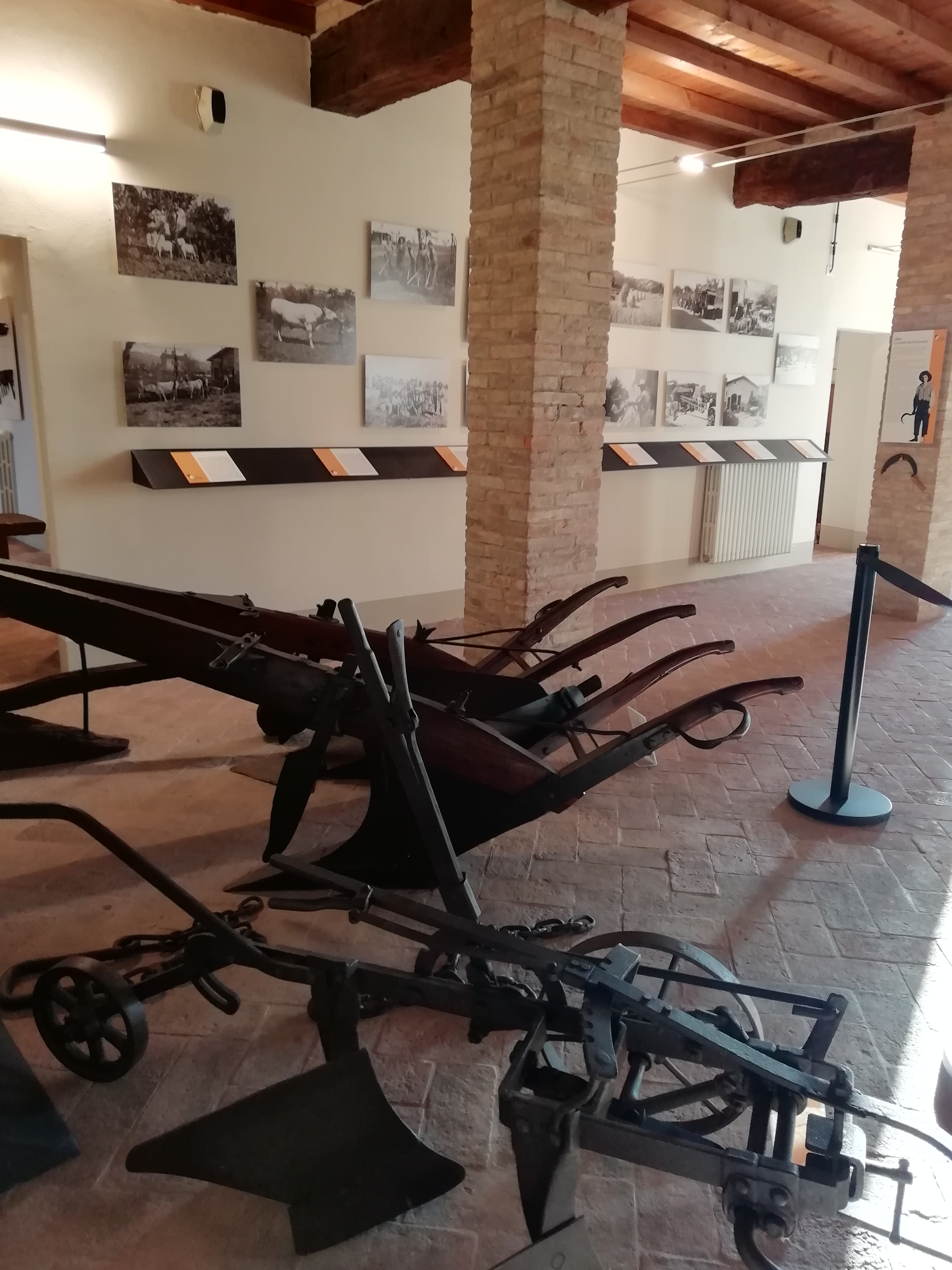
Museo Rosso Graspa
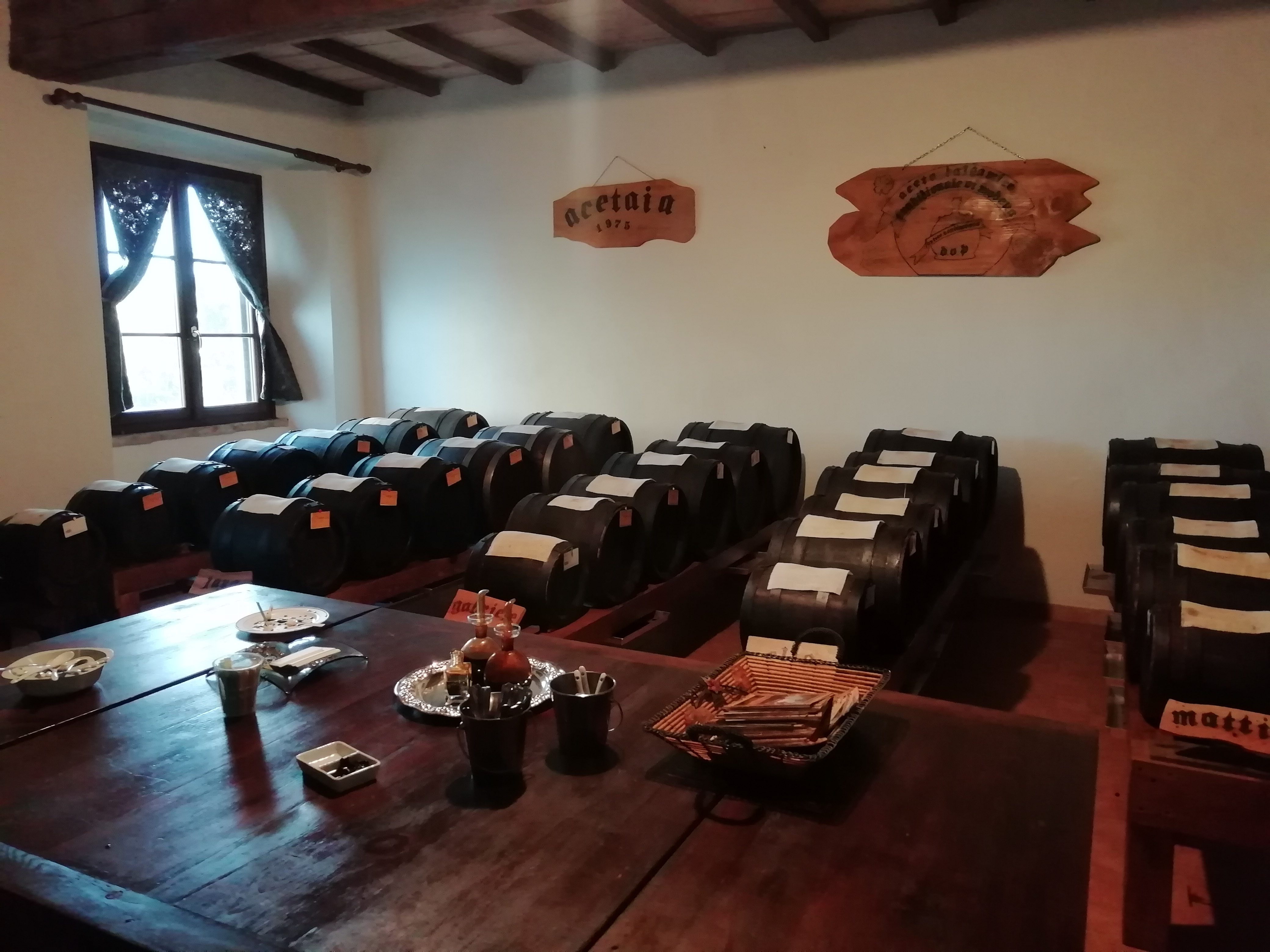
Acetaia